# 40. Turniej Czterech Skoczni
40. Turniej Czterech Skoczni był częścią Pucharu Świata w skokach narciarskich w sezonie 1991/1992. Rozgrywany był od 29 grudnia 1991 do 6 stycznia 1992.
Turniej wygrał  Toni Nieminen.

## Oberstdorf
Data: 29 grudnia 1991

Państwo:  Niemcy

Skocznia: Schattenbergschanze

### Wyniki konkursu
| Poz. | Imię i nazwisko   | Narodowość     | Punkty |
| ---- | ----------------- | -------------- | ------ |
| 1.   | Toni Nieminen     | Finlandia      | 229,9  |
| 2.   | Werner Rathmayr   | Austria        | 218,0  |
| 3.   | Stefan Zünd       | Szwajcaria     | 209,6  |
| 4.   | Martin Höllwarth  | Austria        | 209,4  |
| 5.   | František Jež     | Czechosłowacja | 205,6  |
| 6.   | Jens Weißflog     | Niemcy         | 204,3  |
| 7.   | Jaroslav Sakala   | Czechosłowacja | 199,1  |
| 8.   | Risto Laakkonen   | Finlandia      | 197,8  |
| 9.   | Ari-Pekka Nikkola | Finlandia      | 197,7  |
| 10.  | Franci Petek      | Słowenia       | 196,9  |

## Garmisch-Partenkirchen
Data: 1 stycznia 1992

Państwo:  Niemcy

Skocznia: Große Olympiaschanze

### Wyniki konkursu
| Poz. | Imię i nazwisko   | Narodowość        | Punkty |
| ---- | ----------------- | ----------------- | ------ |
| 1.   | Andreas Felder    | Austria           | 218,5  |
| 2.   | Toni Nieminen     | Finlandia         | 218,0  |
| 3.   | Stefan Zünd       | Szwajcaria        | 210,2  |
| 4.   | Franci Petek      | Słowenia          | 209,7  |
| 5.   | Jim Holland       | Stany Zjednoczone | 208,5  |
| 6.   | Ari-Pekka Nikkola | Finlandia         | 208,3  |
| 7.   | František Jež     | Czechosłowacja    | 207,9  |
| 8.   | Werner Haim       | Austria           | 205,0  |
| 9.   | Werner Rathmayr   | Austria           | 204,0  |
| 10.  | Jens Weißflog     | Niemcy            | 202,9  |

## Innsbruck
Data: 4 stycznia 1992

Państwo:  Austria

Skocznia: Bergisel

### Wyniki konkursu
| Poz. | Imię i nazwisko    | Narodowość     | Punkty |
| ---- | ------------------ | -------------- | ------ |
| 1.   | Toni Nieminen      | Finlandia      | 229,0  |
| 2.   | Andreas Goldberger | Austria        | 215,6  |
| 3.   | Andreas Felder     | Austria        | 213,9  |
| 4.   | Werner Rathmayr    | Austria        | 211,3  |
| 5.   | Martin Höllwarth   | Austria        | 211,1  |
| 6.   | Ernst Vettori      | Austria        | 201,2  |
| 7.   | František Jež      | Czechosłowacja | 198,9  |
| 8.   | Franci Petek       | Słowenia       | 197,5  |
| 9.   | Alexander Pointner | Austria        | 197,3  |
| 10.  | Jaroslav Sakala    | Czechosłowacja | 195,8  |

## Bischofshofen
Data: 6 stycznia 1992

Państwo:  Austria

Skocznia: Paul-Ausserleitner-Schanze

### Wyniki konkursu
| Poz. | Imię i nazwisko    | Narodowość     | Punkty |
| ---- | ------------------ | -------------- | ------ |
| 1.   | Toni Nieminen      | Finlandia      | 225,5  |
| 2.   | Martin Höllwarth   | Austria        | 221,9  |
| 3.   | Franci Petek       | Słowenia       | 213,6  |
| 4.   | Ari-Pekka Nikkola  | Finlandia      | 205,3  |
| 5.   | František Jež      | Czechosłowacja | 205,2  |
| 6.   | Andreas Goldberger | Austria        | 201,4  |
| 7.   | Christof Duffner   | Niemcy         | 201,3  |
| 8.   | Mikael Martinsson  | Szwecja        | 200,0  |
| 9.   | Werner Rathmayr    | Austria        | 199,6  |
| 10.  | Stefan Zünd        | Szwajcaria     | 199,4  |

## Klasyfikacja generalna
| Poz. | Skoczek           | Kraj              | Punkty |
| ---- | ----------------- | ----------------- | ------ |
| 1.   | Toni Nieminen     | Finlandia         | 902,4  |
| 2.   | Martin Höllwarth  | Austria           | 833,2  |
| 3.   | Werner Rathmayr   | Austria           | 832,9  |
| 4.   | Franci Petek      | Słowenia          | 817,7  |
| 5.   | František Jež     | Czechosłowacja    | 817,1  |
| 6.   | Andreas Felder    | Austria           | 814,1  |
| 7.   | Stefan Zünd       | Szwajcaria        | 806,9  |
| 8.   | Ari-Pekka Nikkola | Finlandia         | 788,9  |
| 9.   | Jaroslav Sakala   | Czechosłowacja    | 787,9  |
| 10.  | Jim Holland       | Stany Zjednoczone | 780,5  |